# Nueva Esperanza, Ocosingo
Nueva Esperanza är en ort i Mexiko.   Den ligger i kommunen Ocosingo och delstaten Chiapas, i den sydöstra delen av landet, 800 km öster om huvudstaden Mexico City. Nueva Esperanza ligger 629 meter över havet och antalet invånare är 564.
Terrängen runt Nueva Esperanza är kuperad. Runt Nueva Esperanza är det glesbefolkat, med 16 invånare per kvadratkilometer. Närmaste större samhälle är Cristóbal Colón, 10,3 km nordost om Nueva Esperanza. I omgivningarna runt Nueva Esperanza växer i huvudsak städsegrön lövskog.